# Глеопорус двухцветный
Глео́порус двухцве́тный (лат. Gloeóporus díchrous) — вид грибов, входящий в род Глеопорус (Gloeoporus).
Характерным признаком вида является резко двухцветная окраска гименофора, который легко отделяется пальцем от остальной части гриба.

## Описание
Плодовые тела однолетние, распростёртые, затем шляпочные — шляпки черепитчато расположенные, небольшие, узкие (не более 4 см шириной), до 10 см длиной, во влажном состоянии мягкие, в сухом — жёсткие и смолистые. Верхняя поверхность шляпок у молодых плодовых тел бархатисто-опушённая, затем становится голой или же щетинистой, с неоднородной окраской с белыми и палевыми участками.
Гименофор трубчатый (часто не более 1 мм толщиной и тогда скорее сетчатый), у молодых грибов красноватый, затем становится красновато-фиолетовым до фиолетово-чёрного, у старых грибов коричневый, края трубочек беловатые. Поры округлые или угловатые, по 5—7 на 1 мм. Край нижней поверхности гриба стерильный, чисто-белый.
Мякоть чисто-белая, до 4 мм толщиной, ватная до рыхлой.
Споры аллантоидные или цилиндрические, гладкие, 3,2—5,5×0,5—1,5 мкм. Базидии 12—20×3—4 мкм, четырёхспоровые, булавовидной формы. Гифальная система мономитическая, гифы с крупными пряжками, до 6 мкм толщиной. Цистиды отсутствуют.

## Ареал и экология
Космополит, встречающийся на древесине различных лиственных и, изредка, хвойных пород — отмечен на пихте, ольхе, акации, берёзе, грабе, лещине, буке, ясене, тополе, сливе, дубе, иве и липе, а также на старых плодовых телах некоторых видов инонотуса и трутовика настоящего. Сапротроф, вызывает белую гниль.
По данным Леонида Любарского и Любови Васильевой на Дальнем Востоке поражает дуб, пихту, липу, берёзу, ольху, тополь, иву, чозению и бархат.

## Систематика

### Синонимы
- Bjerkandera dichroa (Fr.) P.Karst., 1879
- Boletus pelleporus Bull., 1790
- Boletus dichrous (Fr.) Spreng., 1827
- Caloporus dichrous (Fr.) Ryvarden, 1976
- Gelatoporia dichroa (Fr.) Ginns, 2014
- Gloeoporus candidus Speg., 1880
- Leptoporus dichrous (Fr.) Quél., 1886
- Polyporus adustus var. pelleporus (Bull.) Pers., 1825
- Polyporus dichrous Fr., 1815 : Fr., 1821basionym
- Polyporus erythropus G.H.Otth, 1869
- Polystictus dichrous (Fr.) Gillot & Lucand, 1890
- Poria subviridis Rick, 1937
- Stereum dichroides Lloyd, 1924